# Olympische Jugend-Winterspiele 2024/Teilnehmer (Irland)
| Gelbes Symbol für Goldmedaillen mit stilisierten Olympischen Ringen | Graues Symbol für Silbermedaillen mit stilisierten Olympischen Ringen | Braundes Symbol für Bronzemedaillen mit stilisierten Olympischen Ringen |
| ------------------------------------------------------------------- | --------------------------------------------------------------------- | ----------------------------------------------------------------------- |
| —                                                                   | —                                                                     | —                                                                       |

Irland nahm mit 4 Athleten (2 pro Geschlecht) an den Olympischen Jugend-Winterspielen 2024 in der südkoreanischen Provinz Gangwon teil.

## Teilnehmer nach Sportart

### Freestyle-Skiing
| Athleten      | Wettbewerb  | Gruppenphase | Gruppenphase | Halbfinale    | Halbfinale    | Halbfinale    | Finale/Kleines Finale | Finale/Kleines Finale | Finale/Kleines Finale | Rang |
| Athleten      | Wettbewerb  | Punkte       | Rang         | Gegner        | Punkte        | Rang          | Gegner                | Punkte                | Rang                  | Rang |
| ------------- | ----------- | ------------ | ------------ | ------------- | ------------- | ------------- | --------------------- | --------------------- | --------------------- | ---- |
| Männer        |             |              |              |               |               |               |                       |                       |                       |      |
| Thomas Dooley | Dual Moguls | 7            | 18           | ausgeschieden | ausgeschieden | ausgeschieden | ausgeschieden         | ausgeschieden         | ausgeschieden         | 18   |

### Rennrodeln
| Athleten   | Wettbewerb | Lauf 1   | Lauf 1 | Lauf 2   | Lauf 2 | Gesamt       | Gesamt |
| Athleten   | Wettbewerb | Zeit     | Rang   | Zeit     | Rang   | Zeit         | Rang   |
| ---------- | ---------- | -------- | ------ | -------- | ------ | ------------ | ------ |
| Frauen     |            |          |        |          |        |              |        |
| Lily Cooke | Einsitzer  | 52,149 s | 30     | 50,833 s | 25     | 1:42,982 min | 27     |

### Ski Alpin
| Athleten      | Wettbewerb         | Lauf 1      | Lauf 1 | Lauf 2      | Lauf 2 | Gesamt      | Gesamt |
| Athleten      | Wettbewerb         | Zeit        | Rang   | Zeit        | Rang   | Zeit        | Rang   |
| ------------- | ------------------ | ----------- | ------ | ----------- | ------ | ----------- | ------ |
| Frauen        |                    |             |        |             |        |             |        |
| Eábha McKenna | Super-G            | —           | —      | —           | —      | 58,03       | 38     |
| Eábha McKenna | Alpine Kombination | 1:01,72 min | 43     | DNF         | DNF    | DNF         | DNF    |
| Eábha McKenna | Riesenslalom       | 54,42 s     | 32     | 57,61 s     | 26     | 1:52,03 min | 26     |
| Eábha McKenna | Slalom             | 57,92 s     | 46     | 55,29 s     | 32     | 1:53,21 min | 33     |
| Männer        |                    |             |        |             |        |             |        |
| Finlay Wilson | Super-G            | —           | —      | —           | —      | 57,21 s     | 36     |
| Finlay Wilson | Alpine Kombination | 57,97 s     | 39     | 1:03,51 min | 34     | 2:01,48 min | 33     |
| Finlay Wilson | Riesenslalom       | 53,10 s     | 43     | 48,70 s     | 30     | 1:41,80 min | 32     |
| Finlay Wilson | Slalom             | 51,86 s     | 39     | 58,01 s     | 28     | 1:49,87 min | 27     |